# Anommatus biharicus
Anommatus biharicus is een keversoort uit de familie knotshoutkevers (Bothrideridae). De wetenschappelijke naam van de soort werd in 1911 gepubliceerd door Josef Breit.